# Người Ireland
Người Ireland hay người Ai len (tiếng Ireland: Muintir na hÉireann hoặc na hÉireannaigh) là một nhóm dân tộc người có nguồn gốc từ Ireland, một hòn đảo ở tây bắc châu Âu. Ireland đã có dân cư khoảng 9.000 năm. Các nhóm dân tộc chính tương tác với người Ireland trong thời Trung Cổ bao gồm người Pict, người Scotland, và người Viking. Do tiếp xúc này, người Iceland được ghi nhận có gốc tích Ailen. Khoảng bốn mươi phần trăm dân số của Iceland đã định cư ở Gaels mà ban đầu đến từ Ai-len hoặc nơi ngày nay là Scotland.